# Quốc kỳ Việt Nam Dân chủ Cộng hòa
Quốc kỳ Việt Nam Dân chủ Cộng hòa (hay còn gọi là Cờ sao mai hoặc Cờ đỏ sao vàng) là quốc kỳ của Việt Nam Dân chủ Cộng hòa một cách chính thức khi Kỳ họp thứ nhất của Quốc hội khóa I ngày 05 tháng 01 năm 1946 biểu quyết thông qua và được Hiến pháp năm 1946 ghi nhận từ ngày 09 tháng 11 năm 1946. Vào ngày 02 tháng 7 năm 1976 Quốc hội thống nhất sau Hiệp Thương tổng tuyển cử năm 1976 giữa Việt Nam Dân chủ Cộng hòa và Cộng hòa miền Nam Việt Nam xác định đây là quốc kỳ chính thức của nước Cộng hòa Xã hội chủ nghĩa Việt Nam.

## Lịch sử
Hiện tại vẫn chưa rõ ai là tác giả tạo ra Quốc kỳ Việt Nam do quá trình sáng tạo diễn ra trong khoảng thời gian các lực lượng cách mạng ở Việt Nam hoạt động bí mật. Lá cờ lần đầu xuất hiện trong cuộc Nam Kỳ khởi nghĩa ở Nam Bộ (năm 1940). Theo nhà cách mạng Đặng Thai Mai dẫn lời nhà văn, nhà báo Thép Mới thì lá cờ được Tổng bí thư Trần Phú mang mẫu từ Liên Xô về nhưng chính nhà cách mạng Đặng Thai Mai, Đại tướng Võ Nguyên Giáp và Thủ tướng Phạm Văn Đồng cũng không tin vào việc này. Theo hồi kỳ của Đại tướng Võ Nguyên Giáp, Chủ tịch Hồ Chí Minh có thể là người đã sáng tạo ra lá cờ này, tuy nhiên, chính Đại tướng cũng không rõ Chủ tịch Hồ Chí Minh sáng tạo ra trong giai đoạn nào. Theo lời Đại tướng Giáp thì chính Hồ Chủ tịch đã giao lá cờ cho ông để treo khi tổ chức lớp học dành cho cán bộ nòng cốt của phong trào Cách mạng tại Việt Nam. Lớp học diễn ra vào năm 1941. Theo nhà cách mạng Đặng Văn Cáp thì lá cờ được Hồ Chí Minh chọn chính là lá cờ được Việt Minh sử dụng trong Nam Kỳ khởi nghĩa.
Năm 1944, Văn Cao sáng tác Tiến quân ca, tuy trong ca khúc có những câu như "...Cờ in máu chiến thắng mang hồn nước,... Sao vàng phấp phới..." nhưng lúc đó ông cũng chưa thấy lá cờ.
Cờ đỏ sao vàng là lá cờ của Việt Minh sử dụng trong Nam Kỳ khởi nghĩa và khi giành chính quyền trong Cách mạng tháng 8 năm 1945. Cờ này có thể coi là ngược lại với hiệu kỳ của Phong trào Thanh niên Tiền phong (cờ vàng sao đỏ) một tổ chức Cộng sản của thanh niên tại Nam Kỳ.
Ngày 5 tháng 9 năm 1945, Chủ tịch Chính phủ lâm thời Việt Nam Dân chủ Cộng hòa Hồ Chí Minh ký sắc lệnh quyết định quốc kỳ Việt Nam là cờ đỏ sao vàng. Kỳ họp thứ Nhất, Quốc hội khoá I nước Việt Nam Dân chủ Cộng hòa, ngày 2 tháng 3 năm 1946 đã biểu quyết nhất trí cờ đỏ sao vàng là quốc kỳ của nước Việt Nam Dân chủ Cộng hòa.

### Nguyễn Hữu Tiến
Sau này, từ năm 1976, theo tìm hiểu của nhà văn Sơn Tùng, lá cờ này đã được dùng lần đầu tiên trong cuộc Nam Kỳ khởi nghĩa năm 1940 và tác giả là ông Nguyễn Hữu Tiến, lúc đó thường được gọi là "ông Hai Bắc Kỳ". Tháng 8 năm 1981, tư liệu thành văn đầu tiên khẳng định Nguyễn Hữu Tiến là tác giả lá cờ được viết trong cuốn truyện "Nguyễn Hữu Tiến" của nhà văn Sơn Tùng do Nhà xuất bản Thanh Niên phát hành.
Theo đó, cuối năm 1940 phong trào kháng chiến chống Thực dân Pháp và Phát xít Nhật diễn ra mạnh mẽ ở các tỉnh Nam kỳ. Từ 21 đến 23 tháng 9 năm 1940, Xứ ủy Nam kỳ họp mở rộng bàn kế hoạch khởi nghĩa. Để tiến tới khởi nghĩa, một vấn đề được đặt ra là cần có một lá cờ để khẳng định tổ chức, thống nhất hiệu lệnh chỉ huy và động viên quần chúng.
Nguyễn Hữu Tiến cũng đã sáng tác một bài thơ về lá cờ :
Hỡi những ai máu đỏ da vàng
Hãy chiến đấu với cờ thiêng tổ quốc
Nền cờ thắm máu đào vì đất nước
Sao vàng tươi da của giống nòi
Đứng lên mau hồn nước gọi ta rồi
Hỡi Sĩ-công-nông-thương-binh
Đoàn kết lại như sao vàng năm cánh.
Ngày 23 tháng 11 năm 1940, cuộc khởi nghĩa nổ ra, nhưng nhanh chóng bị thất bại. Nguyễn Hữu Tiến bị bắt và bị quân Pháp giết ngày 28 tháng 8 năm 1941 cùng các đồng chí của ông như Nguyễn Văn Cừ, Hà Huy Tập, Phan Đăng Lưu, Nguyễn Thị Minh Khai. Trước lúc hy sinh, ông đã đề lại bài thơ, trong đó có câu:
Anh em đi trọn con đường nhé
Cờ đỏ sao vàng sáng tương lai.
Tuy nhiên, trong công văn số 1393/VHTT-BTCM do Thứ trưởng Bộ Văn hóa - Thông tin Lưu Trần Tiêu ký ngày 18-4-2001 có ghi: "Tất cả các nguồn tài liệu hiện có tại Cục Lưu trữ Trung ương Đảng, tại Viện Lịch sử Đảng trực thuộc Học viện Chính trị Quốc gia Hồ Chí Minh, tại Bảo tàng Cách mạng Việt Nam, Bảo tàng Hồ Chí Minh đều không có tài liệu nào chứng minh đồng chí Nguyễn Hữu Tiến là người vẽ lá cờ Tổ quốc. ".

### Lê Quang Sô
Giả thuyết thứ hai mới đặt lại vấn đề tác giả lá cờ này trong thời gian gần đây và cho là ông Lê Quang Sô mới là tác giả  và do Tỉnh ủy Đảng CSVN tại Mỹ Tho đề nghị đầu tiên, được Hội nghị Xứ ủy mở rộng tháng 7 năm 1940 ở Tân Hương (huyện Châu Thành, tỉnh Mỹ Tho) thông qua .

## Cách thể hiện
Theo điều 13, Hiến pháp năm 2013, Quốc kỳ có hình chữ nhật, chiều rộng bằng hai phần ba chiều dài. Nền màu đỏ, ở giữa có một ngôi sao vàng năm cánh.
Màu sắc nguyên bản:
| Bảng màu (ước lệ) | Đỏ            | Vàng         |
| ----------------- | ------------- | ------------ |
| Pantone           | 1788          | Yellow 116   |
| CMYK              | 0, 83, 87, 15 | 0, 0, 100, 0 |
| RGB               | 218, 37, 29   | 255, 255, 0  |
| Hexadecimal       | #da251dff     | #ffff00ff    |

## Ý nghĩa
- Nền cờ đỏ tượng trưng cho dòng máu đỏ, màu nhiệt huyết cách mạng, màu chiến đấu và chiến thắng.
- Màu vàng của ngôi sao tượng trưng cho màu da vàng, tượng trưng cho sự sáng ngời linh hồn dân tộc Việt Nam.
- 5 cánh sao tượng trưng cho sức mạnh đại đoàn kết của các tầng lớp nhân dân (sĩ, nông,công, thương, binh) cùng nhau chiến đấu giành độc lập, tự do và xây dựng Tổ quốc.[12]

Lá cờ đỏ sao vàng là một minh chứng khẳng định sự thống nhất, độc lập, tự chủ và hòa bình của dân tộc Việt Nam. Ý nghĩa của lá cờ đỏ sao vàng Việt Nam gắn liền với những năm tháng đấu tranh kiên cường, bất khuất, đổ máu hy sinh anh dũng của nhân dân Việt Nam đánh đuổi quân xâm lược ra khỏi bờ cõi của Tổ quốc, giành chính quyền, thống nhất đất nước, đưa cách mạng Việt Nam vượt qua muôn vàn khó khăn để có được cuộc sống hòa bình, ấm no, hạnh phúc ngày nay.
PGS.TS. Phạm Xanh - Nhà nghiên cứu Lịch sử cho biết: “Màu đỏ của lá cờ là màu của cách mạng. Chúng ta giành lấy nền độc lập và giữ nền độc lập bằng máu của nhiều thế hệ dân tộc chúng ta. Ngôi sao vàng là màu của chủng tộc, chủng tộc da vàng, còn 5 cánh của ngôi sao là tựu trung cho sự đoàn kết của dân tộc của 5 lớp người: sĩ, nông, công, thương, binh. Và sự quy tụ đó là của khối đại đoàn kết dân tộc."